# Алибеков, Есет Калиевич
Есет Калиевич Алибеков (15 мая 1925, Рузаевская волость, Кокчетавский уезд, Акмолинская губерния, Киргизская АССР, РСФСР, СССР — 21 сентября 1996) — советский и казахстанский военный, генерал-лейтенант (1978).
В 1944 году окончил Фрунзенское военно-пехотное училище, в 1954 году — Краснознамённый институт КГБ СССР, в 1963 — Казахский государственный университет им. С. М. Кирова (заочно).

## Биография
Родился по разным данным в посёлке Мукыр или в селе Алгабас Рузаевской волости Кокчетавского уезда Акмолинской губернии Киргизской АССР.
С 1943 года в Вооруженных Силах СССР — на различных должностях, с 1956 — в системе гражданской обороны Казахстана.
Награждён орденом Трудового Красного Знамени.
Автор книг «Гражданская оборона — всенародное дело», «Русско-казахский толковый словарь терминов по гражданской обороне».